# Waalse Pijl 1941
De vijfde editie van de Belgische wielerwedstrijd de Waalse Pijl werd gehouden op zondag 13 juli 1941. Het parcours had een lengte van 205 kilometer. Dit was een stuk korter, met ook minder beklimmingen, dan in de vorige edities.  De start was in Bergen en de finish lag weer op de wielerbaan Stade Vélodrome de Rocourt in Rocourt.
Deze editie werd met een jaar uitstel verreden. In 1940 zou de Waalse Pijl worden gehouden op zondag 2 juni. De wedstrijd kon, drie weken na de Duitse inval en bezetting van België, niet doorgaan. 

## Koersverloop
In het eerste oorlogsjaar hadden de meeste renners geen ploegsponsor meer en ze namen daarom op individuele basis deel. Ook kreeg de organisator, de krant Les Sports, te maken met afmeldingen. Toch verschenen nog 46 renners aan de start.    
De Belg François Neuville ging aan de leiding en leek op weg naar de overwinning. Hij werd overvleugeld door zijn landgenoot Sylvain Grysolle die zegevierde. Gustaaf Van Overloop kwam op 26 seconden als tweede over de eindstreep. Daarna volgde een groep van acht renners van wie Jacques Geus de sprint won en hij legde beslag op de derde plaats. Neuville finishte als laatste van deze groep op de tiende plek. De top tien bestond geheel uit Belgische renners.
| Waalse Pijl 1941 |                       |                    |          |
| Plaats           | Naam                  | Ploeg              | Tijd     |
| Winnaar          | Sylvain Grysolle      | Dilecta-Wolber     | 5u22'00" |
| 2                | Gustaaf Van Overloop  | individueel        | + 26"    |
| 3                | Jacques Geus          | individueel        | + 40"    |
| 4                | Albrecht Ramon        | individueel        | z.t.     |
| 5                | Martin Van den Broeck | individueel        | z.t.     |
| 6                | Roger Vandendriessche | individueel        | z.t.     |
| 7                | Maurice Van Herzele   | Helyett-Hutchinson | z.t.     |
| 8                | Joseph Van Kerckhoven | individueel        | z.t.     |
| 9                | Albert Anciaux        | individueel        | z.t.     |
| 10               | François Neuville     | Helyett-Hutchinson | z.t.     |
|                  |                       |                    |          |
| 19               | Jef Dominicus         | individueel        | + 12'00" |

1936 · 1937 · 1938 · 1939 · 1940 · 1941 · 1942 · 1943 · 1944 · 1945 · 1946 · 1947 · 1948 · 1949 · 1950 · 1951 · 1952 · 1953 · 1954 · 1955 · 1956 · 1957 · 1958 · 1959 · 1960 · 1961 · 1962 · 1963 · 1964 · 1965 · 1966 · 1967 · 1968 · 1969 · 1970 · 1971 · 1972 · 1973 · 1974 · 1975 · 1976 · 1977 · 1978 · 1979 · 1980 · 1981 · 1982 · 1983 · 1984 · 1985 · 1986 · 1987 · 1988 · 1989 · 1990 · 1991 · 1992 · 1993 · 1994 · 1995 · 1996 · 1997 · 1998 · 1999 · 2000 · 2001 · 2002 · 2003 · 2004 · 2005 · 2006 · 2007 · 2008 · 2009 · 2010 · 2011 · 2012 · 2013 · 2014 · 2015 · 2016 · 2017 · 2018 · 2019 · 2020 · 2021 · 2022 · 2023 · 2024 · 2025 · 2026
Lijst van beklimmingen